# 先进光子源
先进光子源（英语：Advanced Photon Source，缩写：APS）是由美国能源部建设的一个大型同步加速器。它是位于芝加哥附近的阿贡国家实验室的一个重要的科研工具。